# Paul Cocula
Pour les articles homonymes, voir Cocula (homonymie).
Paul Cocula est un architecte français né à Vayrac le 13 janvier 1874, et mort le 23 février 1944.

## Biographie
Paul Cocula est le fils d'Henri Cocula, charpentier, et de Marie Tournie. Il a été l'élève de Jules Godefroy et Eugène Freynet à l'atelier préparatoire à l'école des beaux-arts de Paris, puis de Victor Laloux. Il a tenté l'admission à l'école des beaux-arts en 1893 et a été admis en 2e classe le 24 mars 1894. Il est diplômé le 19 juin 1902.
Il est architecte à Périgueux, architecte de la ville de Périgueux, architecte des monuments historiques de la Dordogne en 1926 après le départ en retraite de Maxime Dannery.
En 1940, il a proposé de cacher dans une carrière souterraine du Ribéracois les trésors des vitraux de la cathédrale de Chartres. C'est la carrière de Fongrenon, sur la commune de Cercles, qui est choisie en raison de sa vaste étendue. Seule une partie des vitraux a pu être évacuée car l'avance de l'armée allemande et les bombardements des voies de communication rendaient une seconde opération dangereuse. Cette seconde partie des vitraux de la cathédrale ont été stockés dans la crypte. Le transport des caisses contenant les vitraux de Chartres depuis la gare jusqu'à 300 m à l'intérieur de la carrière a été fait sous le contrôle des architectes ordinaires des monuments historiques Paul Cocula et Jean Maunoury.
Avant la Seconde Guerre mondiale, il a cédé à son fils Pierre, architecte comme lui, son cabinet et sa clientèle, ne conservant que les travaux des monuments historiques. Son fils mobilisé est fait prisonnier. Il ne revint qu'en 1944, quelques jours avant la mort de son père. Pierre Cocula a été nommé architecte départemental des monuments historiques après la mort de son père, en 1944.
Membre de :
- Société historique et archéologique du Périgord, en 1905.
- Société centrale des architectes, en 1933.
- Société régionale du Limousin, de l'Angoumois et de la Dordogne.
- Conseil régional de l'ordre des architectes.

## Ouvrages
- Le Palace à Périgueux, en 1909-1910.
- Le théâtre de nature à l'antique dans le parc Gamenson, à Périgueux, en 1912-1913, inauguré par le président de la République Raymond Poincaré.
- Les bains-douches à Périgueux, en 1913.
- L'aménagement de l'hôtel de ville de Périgueux, en 1921-1923[2].
- La Banque de France à Périgueux, en 1925.
- Le château de Bassy (es) en Dordogne, en 1925.
- L'hôtel des postes de Périgueux, en 1930.
- La tour-clocher de l'église Saint-Pierre-ès-Liens de Montignac, en 1933-1939.

## Famille
- Henri Cocula marié à Marie Tournie.
  - Paul Cocula marié à Jeanne Marie Savignac.
    - Pierre Henri Léonce Cocula (Périgueux, 13 juin 1900- )[3].

## Distinctions
- Officier d'académie.
- Officier de l'instruction publique.
- Chevalier de la Légion d'honneur (1930)[4].
- Prix de la Société française d'urbanisme, en 1935, pour son plan d'embellissement de Périgueux.